# HU-210
HU-210 je sintetički kanabinoid koji je prvi put sintetisan 1988. iz (1R,5S)-mirtenol]]a HU-210 je 100 do 800 puta potentniji od prirodnog THC iz kanabisa i ima duže vreme dejstva. HU-210 je (–)-1,1-dimetilheptil analog 11-hidroksi- Δ8- tetrahidrokanabinola.

## Drugi HU kanabinoidi
- HU-211
- HU-239
- HU-243
- HU-308
- HU-320
- HU-331
- HU-336
- HU-345

## Literatura
- Brumfiel, Geoff (2005). „Marijuana may make your brain grow”. Nature. doi:10.1038/news051010-12.